# Jens Härtel
Jens Härtel (* 7. Juni 1969 in Rochlitz) ist ein deutscher Fußballtrainer und ehemaliger Fußballspieler. Er ist Cheftrainer des FC Erzgebirge Aue.

## Spielerkarriere

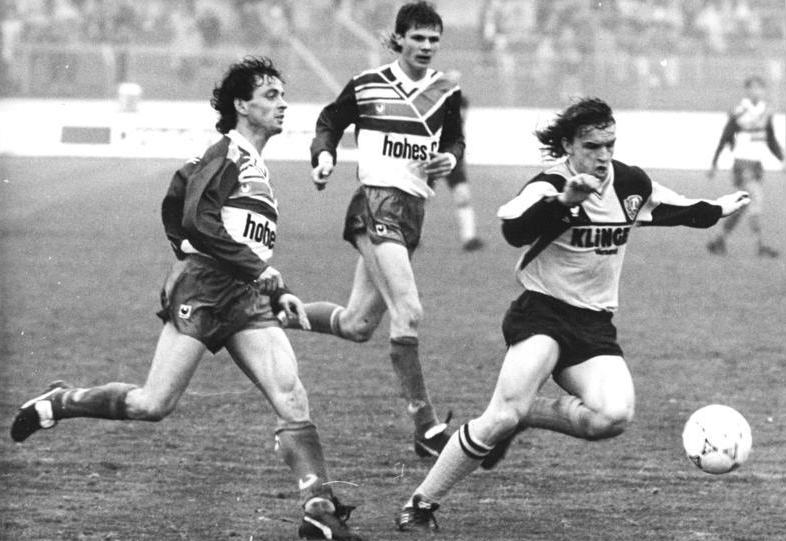
Jens Härtel (Mitte) und Holm Pinder (links) als Spieler des FC Sachsen Leipzig im Duell gegen Heiko Scholz (rechts) von Dynamo Dresden (1990)

Härtel wuchs in Großbothen auf und spielte als Schüler für die erste Kindermannschaft der BSG Chemie Großbothen. Von dort wechselte er in die Jugend der BSG Motor Grimma.
Seine fußballerische Ausbildung schloss Härtel beim 1. FC Lokomotive Leipzig ab, zu dessen Juniorenoberligamannschaft er 1986/87 und 1987/88 zählte. 1989 schloss er sich der BSG Chemie Böhlen an und schaffte mit der Mannschaft in der Saison 1989/90 den Aufstieg in die NOFV-Oberliga. Nach der Wende verpasste Härtel, mit dem zum FC Sachsen Leipzig fusionierten Verein, in der letzten Spielzeit des DDR-Fußballs, die sportliche Qualifikation für die Bundesliga und 2. Bundesliga. Ab der Saison 1991/92 bespielte er mit den Leutzschern die drittklassige NOFV-Oberliga Süd. Ein Jahr später wurde Sachsen Leipzig Staffelmeister. Jedoch verweigerte der DFB dem wirtschaftlich schwer angeschlagenen Verein die Lizenz für die 2. Liga. Nach dieser Enttäuschung verließ Härtel im Sommer 1993 den Verein.
Gemeinsam mit seinem Mitspieler Oskar Kosche wechselte er zum 1. FC Union Berlin. Dort spielte er unter den Trainern Eckhard Krautzun und Hans Meyer. Aber auch in Berlin-Köpenick wurde dem Verein wegen mangelnder Wirtschaftlichkeit die Lizenz verweigert. 1994 gewann Härtel mit Union den Berliner Landespokal. Er spielte bis Juni 1996 im Stadion An der Alten Försterei. Anschließend wechselte er zum Zweitligisten FSV Zwickau und spielte unter Gerd Schädlich, Joachim Streich und Karl-Heinz Körbel. In der Saison 1996/97 schaffte er mit Zwickau den Klassenerhalt. Nach dem Abstieg kehrte er 1998 zum 1. FC Union Berlin zurück. 1999 wurde Härtel von den Fans zum „Unioner des Jahres“ gewählt. In der Saison 1999/2000 wurde er mit den Eisernen Meister der Regionalliga Nordost und qualifizierte sich für die Relegationsspiele zur 2. Bundesliga gegen den Meister der Regionalliga Nord VfL Osnabrück. In der anschließenden Aufstiegsrunde des unterlegenen Staffelsiegers, gegen die Vizemeister der Regionalliga Süd und Regionalliga West/Südwest, konnte sich Union nicht gegen den SC Pfullendorf und LR Ahlen durchsetzen.
Härtel kehrte aus familiären Gründen zum FC Sachsen Leipzig zurück. In der Saison 2000/01 spielte er mit der Mannschaft kontinuierlich gegen den Abstieg und konnte erst am letzten Spieltag den Klassenerhalt schaffen. Jedoch hatten sich die finanziellen Probleme der Leipziger in der Zwischenzeit verschärft. Dem Verein wurde am 13. Juni 2001 die Zulassung für die folgende Spielzeit verweigert, was den Zwangsabstieg in die viertklassige Oberliga Nordost zur Folge hatte. Härtel wechselte zum Zweitligisten SV Babelsberg 03, bei dem Kosche mittlerweile als Sportdirektor tätig war. Mit Babelsberg verpasste er in der Saison 2001/02 den Klassenerhalt. Wegen angehäufter Schulden mussten auch die Potsdamer im April 2003 Insolvenz anmelden. Härtel erlebte als Spieler bei vier unterschiedlichen Vereinen Lizenzentzüge. Er wechselte in die Verbandsliga Brandenburg zum SV Germania 90 Schöneiche, bei der er seine Karriere ausklingen ließ und nach einem Kreuzbandriss im rechten Knie im Mai 2005 beendete. In Schöneiche absolvierte Härtel parallel zu seiner Spielerlaufbahn eine kaufmännische Ausbildung im Autohaus des Vereinschefs und Hauptsponsors Günter Neumann, der ihn später auch zum Cheftrainer machte.

## Trainerkarriere

### Anfänge in Schöneiche und Babelsberg
In Schöneiche übernahm Härtel die Mannschaft zunächst interimsweise vom freigestellten Trainer Jürgen Piepenburg. Anschließend wurde er zum Cheftrainer ernannt. In seiner ersten Saison stieg Härtel mit Schöneiche in die viertklassige Oberliga auf. Dort gelang ihm, unterstützt von seinen ehemaligen Mitspielern Jörg Schwanke und Tom Persich, der Klassenerhalt. Im Oktober 2007 kehrte er zum SV Babelsberg 03 zurück und wurde Co-Trainer von Dietmar Demuth. In der Saison 2009/10 stieg er mit Nulldrei in die 3. Liga auf.
Im März 2011 erhielt Härtel an der Hennes-Weisweiler-Akademie seine Fußballlehrerlizenz. Er absolvierte den 57. Fußballlehrer-Lehrgang, unter der Leitung von Frank Wormuth, mit den späteren Bundesliga-Übungsleitern Markus Gisdol, Tayfun Korkut, Sascha Lewandowski, Roger Schmidt, Thomas Schneider, Markus Weinzierl und Michael Wiesinger.

### Berliner AK 07 und RB Leipzig (U19)
Härtel wechselte im Sommer 2011 zum Berliner AK 07. Er erreichte mit dem Regionalliga-Aufsteiger im ersten Jahr den siebten Platz. Außerdem gewann die Mannschaft den Berliner Landespokal und qualifizierte sich für den DFB-Pokal. In der ersten Hauptrunde schlug der BAK sensationell den Bundesligisten TSG 1899 Hoffenheim mit 4:0. In der Regionalliga verbesserte sich die Mannschaft und schloss die Saison 2012/13 auf dem 4. Platz ab. Härtel verlängerte seinen auslaufenden Vertrag mit dem Berliner AK, aufgrund unterschiedlicher Auffassungen über die zukünftige Ausrichtung des Vereins, nicht und verließ den Verein im Sommer 2013. Er wechselte zu RB Leipzig und übernahm die U19.
Ralf Rangnick hatte den aufstrebenden Fußballlehrer 2013 an den Cottaweg geholt. In Leipzig schaffte Härtel mit der U19 souverän den Aufstieg in die A-Junioren Bundesliga. Er trainierte für 2 Spiele den späteren Nationalspieler Joshua Kimmich. Im Sommer 2014 wurde der noch bis Juni 2015 gültige Vertrag vorzeitig aufgelöst und Härtel wechselte ablösefrei zum 1. FC Magdeburg. Die Gründe für seinen Wechsel waren die Chance bei einem ambitionierten Traditionsverein arbeiten zu können und Disharmonieren mit dem damaligen Sportdirektor Rangnick. In Magdeburg prägte Härtel in den folgenden Jahren eine Ära. Er unterschrieb zunächst einen Zweijahresvertrag bis zum 30. Juni 2016.

### 1. FC Magdeburg
In Magdeburg trat Härtel die Nachfolge von Andreas Petersen an. Sein Co-Trainer wurde Ronny Thielemann. Als Ziel wurde der Aufstieg in die 3. Liga ausgegeben. Der Staffelfavorit legte in der Saison 2014/15 mit nur elf Punkten aus den ersten zehn Spielen einen Fehlstart hin. Nach der Heimniederlage gegen die TSG Neustrelitz am 10. Spieltag forderten die Fans Härtels Entlassung. Sportdirektor Mario Kallnik zog eine Trennung nicht in Erwägung. Im Anschluss konnte die Mannschaft eine Serie starten. In der ersten Runde des DFB-Pokals schlug die Mannschaft Bundesligist FC Augsburg (1:0). In der zweiten Runde unterlag der FCM nach großem Kampf Bayer 04 Leverkusen im Elfmeterschießen (6:7). In der Liga war die Saison geprägt durch ein Kopf-an-Kopf Rennen mit dem FSV Zwickau um den Staffelsieg. Am 17. Mai 2015 stand der FCM als Meister der Regionalliga Nordost fest. Anschließend setzte sich die Mannschaft in den Aufstiegsspielen gegen den Meister der Regionalliga Südwest Kickers Offenbach durch. Härtel führte den FCM 25 Jahre nach der Wende in den Profifußball.
Die Saison 2015/16 und Saison 2016/17 wurde jeweils mit dem vierten Platz abgeschlossen. 2017 gewann Härtel mit seiner Mannschaft den Landespokal Sachsen-Anhalt. Diesen Erfolg konnte er ein Jahr später wiederholen. In der Saison 2017/18 führte Härtel Magdeburg zur Meisterschaft in der 3. Liga und zum für den Verein historischen erstmaligen Aufstieg in die 2. Bundesliga. Er erhielt am Ende der Spielzeit die Auszeichnung Trainer des Jahres.
Da der FCM nach 13 Spieltagen der Saison 2018/19 mit nur neun Punkten auf dem 17. Tabellenplatz stand, wurden Härtel und Thielemann am 12. November 2018 freigestellt.

### Hansa Rostock

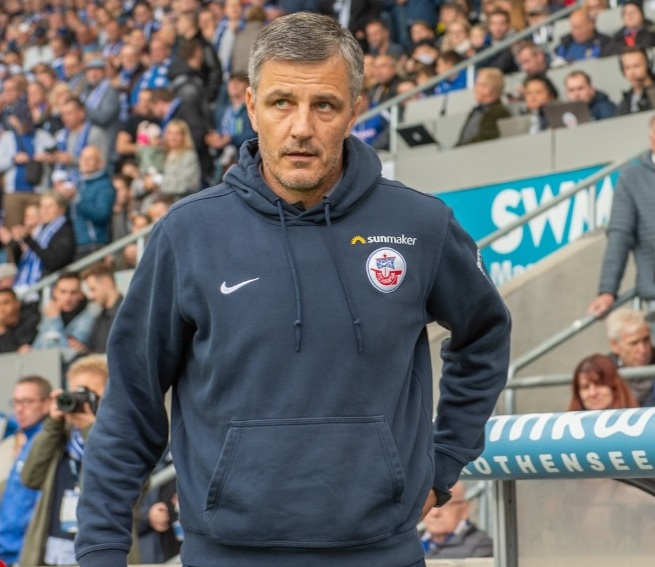
Jens Härtel (2019)

Anfang Januar 2019 verpflichtete der neue Sportvorstand von Hansa Rostock, Martin Pieckenhagen, Härtel als Nachfolger des kurz zuvor freigestellten Pavel Dotchev. Er wurde von Ronny Thielemann begleitet. Härtel erreichte mit der Mannschaft am Ende der Saison 2018/19 den 6. Platz und gewann den Mecklenburg-Vorpommern-Pokal. In der folgenden Spielzeit scheiterte er mit den Hanseaten in der ersten Runde des DFB-Pokals am VfB Stuttgart (0:1). In der 3. Liga beendete die Mannschaft die Saison 2019/20 auf dem 6. Platz. Außerdem gewann Hansa den Landespokal. Am 3. Januar 2020 wurde Härtels Vertrag bis zum 30. Juni 2021 vorzeitig verlängert.
Hansa kündigte für die Saison 2020/21 als Ziel den Aufstieg in die 2. Bundesliga an. Im DFB-Pokal unterlag die Mannschaft erneut dem VfB Stuttgart (0:1). Zur Winterpause befand sich Hansa in Schlagdistanz zu den Aufstiegsplätzen. Außerdem verstärkte sich der Club mit Tobias Schwede und Philip Türpitz, die von Härtel neben Nils Butzen, Manuel Farrona Pulido, Jan Löhmannsröben und Björn Rother, bereits in Magdeburg trainiert wurden. Sein Vertrag wurde am 18. Februar 2021 um ein weiteres Jahr verlängert. Nach der besten Rückrunde der Vereinsgeschichte stieg Hansa am 22. Mai 2021, nach einem 1:1 im Ostseestadion gegen den VfB Lübeck, in die 2. Bundesliga auf.
Nach neun Jahren spielte Hansa in der Saison 2021/22 wieder in der 2. Bundesliga. Die Mannschaft schaffte als bester Aufsteiger einen relativ ungefährdeten Klassenerhalt. Rostock gelang, neben spektakulären Auswärtssiegen beim FC Schalke 04 (4:3) oder der SG Dynamo Dresden (4:1), auch der Einzug ins Achtelfinale des DFB-Pokals. Dort schied man gegen den späteren Pokalsieger RB Leipzig aus. Am 15. April 2022 verlängerte Härtel um ein weiteres Jahr.
Nach dem 15. Spieltag der Saison 2022/23 wurde Härtel beurlaubt. Nach dem Erstrunden-Aus im DFB-Pokal gegen den VfB Lübeck zu Beginn der Saison, stand die Mannschaft zu diesem Zeitpunkt in der Tabelle auf dem 12. Platz. Er erreichte bei Hansa Rostock, mit 1397 Tagen, die bislang längste Amtszeit seit der Wende.

### Eintracht Braunschweig
Nach seiner Freistellung in Rostock hospitierte Härtel bei Urs Fischer vom 1. FC Union Berlin, Alexander Zorniger von der SpVgg Greuther Fürth, Marco Rose von RB Leipzig und Roger Schmidt von Benfica Lissabon. Zur Saison 2023/24 übernahm Härtel Zweitligist Eintracht Braunschweig als Nachfolger von Michael Schiele. Er unterschrieb einen Vertrag bis zum 30. Juni 2025. Sein langjähriger Assistent Ronny Thielemann wurde als Co-Trainer verpflichtet. Am 23. Oktober 2023 wurde er nach nur einem Sieg aus 10 Spielen und auf dem letzten Tabellenplatz liegend freigestellt. Es war Härtels bisher kürzeste Amtszeit als Trainer bei einem Verein.

### FC Erzgebirge Aue
Anfang Januar 2025 übernahm Härtel während der Winterpause der Saison 2024/25 die Drittligamannschaft des FC Erzgebirge Aue. Diese stand nach der Hinrunde auf dem 7. Platz und hatte drei Punkte Rückstand auf den Aufstiegsrelegationsplatz sowie acht Punkte Rückstand auf einen Aufstiegsplatz.

## Erfolge als Spieler
- 1990: Aufstieg in die NOFV-Oberliga (mit der BSG Chemie Böhlen)
- 1993: Landespokalsieger Sachsen (mit dem FC Sachsen Leipzig)
- 1993: Meister der NOFV-Oberliga Süd (mit dem FC Sachsen Leipzig)
- 1994: Meister der NOFV-Oberliga Mitte (mit dem 1. FC Union Berlin)
- 1994: Landespokalsieger Berlin (mit dem 1. FC Union Berlin)
- 2000: Meister der Regionalliga Nordost (mit dem 1. FC Union Berlin)
- 2004: Landespokalsieger Brandenburg (mit dem SV Germania 90 Schöneiche)

## Erfolge als Trainer
- 2006: Meister der Verbandsliga Brandenburg (mit dem SV Germania 90 Schöneiche)
- 2006: Aufstieg in die Oberliga Nordost Nord (mit dem SV Germania 90 Schöneiche)
- 2008: Landespokalsieger Brandenburg (als Co-Trainer mit dem SV Babelsberg 03)
- 2009: Landespokalsieger Brandenburg (als Co-Trainer mit dem SV Babelsberg 03)
- 2010: Meister der Regionalliga Nord (als Co-Trainer mit dem SV Babelsberg 03)
- 2010: Aufstieg in die 3. Liga (als Co-Trainer mit dem SV Babelsberg 03)
- 2011: Landespokalsieger Brandenburg (als Co-Trainer mit dem SV Babelsberg 03)
- 2012: Landespokalsieger Berlin (mit dem Berliner AK 07)
- 2014: Meister der A-Junioren Regionalliga Nordost (mit RB Leipzig)
- 2014: Aufstieg in die A-Junioren Bundesliga (mit RB Leipzig)
- 2015: Meister der Regionalliga Nordost (mit dem 1. FC Magdeburg)
- 2015: Aufstieg in die 3. Liga (mit dem 1. FC Magdeburg)
- 2017: Landespokalsieger Sachsen-Anhalt (mit dem 1. FC Magdeburg)
- 2018: Meister der 3. Liga (mit dem 1. FC Magdeburg)
- 2018: Aufstieg in die 2. Bundesliga (mit dem 1. FC Magdeburg)
- 2018: Landespokalsieger Sachsen-Anhalt (mit dem 1. FC Magdeburg)
- 2019: Landespokalsieger Mecklenburg-Vorpommern (mit Hansa Rostock)
- 2020: Landespokalsieger Mecklenburg-Vorpommern (mit Hansa Rostock)
- 2021: Aufstieg in die 2. Bundesliga (mit Hansa Rostock)

## Persönliche Auszeichnungen
- 2012 Bester Amateurtrainer im Berliner Fußball-Verband[38]
- 2013 Bester Amateurtrainer im Berliner Fußball-Verband[39]
- 2018 Bester Trainer in der 3. Liga[40][41]